# Juan Mónaco
Juan Mónaco (n. 29 martie 1984 la Tandil) este un fost jucător profesionist argentinian de tenis.
1. 1 2 3  Association of Tennis Professionals website[*] Verificați valoarea |titlelink= (ajutor)